# Flavoparmelia proeuplecta
Flavoparmelia proeuplecta är en lavart som beskrevs av Elix & J. Johnst. Flavoparmelia proeuplecta ingår i släktet Flavoparmelia och familjen Parmeliaceae.   Inga underarter finns listade i Catalogue of Life.